# Nerocila arres
Nerocila arres är en kräftdjursart som beskrevs av Bowman och Tareen 1983. Nerocila arres ingår i släktet Nerocila och familjen Cymothoidae. Inga underarter finns listade i Catalogue of Life.